# Unitat Nacional Catalana
Unitat Nacional Catalana (UNCat) va ser un partit polític independentista català. S’autoproclamava transversal, malgrat utilitzar lemes propis d’organitzacions xenòfobes. Es va fundar el 2000 amb gent provinent del Partit per la Independència i del sector ultradretà que havia estat expulsat d'Estat Català. El president era Xavier Andreu, que havia estat militant del Cercle Espanyol d'Amics d'Europa. El setembre del 2007 va convocar una cassolada a Girona contra la visita del llavors Rei d'Espanya Joan Carles I. Es va dissoldre el 2014.
Un dels símbols d'UNCat era el nombre 33, provinent del lema «Catalunya Catalana», ja que la tercera lletra de l'alfabet és la c. Neonazis de diversos llocs tenen de símbol el 88, provinent del lema «Heil Hitler», seguint el mateix mètode. UNCat també utilitzava altres lemes com «Parla català o emigra» i «Prou immigració».